# Girma Tolla
Girma Tolla (* 13. Oktober 1975) ist ein äthiopischer Langstreckenläufer.
Bei den Crosslauf-Weltmeisterschaften 1997 kam er auf Platz 27 und gewann mit der äthiopischen Mannschaft Bronze, bei den Crosslauf-Weltmeisterschaften 1999 belegte er Platz 17 und holte mit der Mannschaft Silber.
Ebenfalls 1999 wurde er bei den Leichtathletik-Weltmeisterschaften in Sevilla über 10.000 m Vierter, und im Jahr darauf wurde er bei den Olympischen Spielen in Sydney über dieselbe Distanz Elfter.
Danach wechselte er zum Straßenlauf und siegte beim Enschede-Marathon 2004. Im Jahr darauf wurde er Zehnter beim Paris-Marathon und Vierter beim Las-Vegas-Marathon. 2007 wurde er Fünfter beim Rock ’n’ Roll Arizona Marathon und 2009 Zweiter beim Nagano-Marathon sowie Siebter beim Reims-Marathon.

## Persönliche Bestzeiten
- 3000 m: 7:42,98 min, 26. Mai 1999, Cottbus
  - Halle: 7:38,48 min, 4. Februar 2001, Stuttgart
- 5000 m: 13:15,72 min, 1. August 1998, Hechtel
- 10.000 m: 27:13,48 min, 30. Mai 1999, Hengelo
- Halbmarathon: 1:01:26 h, 21. September 2008, Philadelphia
- Marathon: 2:10:33 h, 16. Mai 2004, Enschede